# Jan Gunnar Solli
Jan Gunnar Solli (født 19. april 1981 i Arendal, Norge) er en norsk tidligere fodboldspiller (forsvarer/midtbane). Han spillede 39 kampe og scorede ét mål for Norges landshold i perioden 2003-2010.
På klubplan tilbragte Solli størstedelen af sin karriere i hjemlandet, hvor han blandt andet repræsenterede Odd Grenland, Rosenborg og Brann. Han var også udlandsprofessionel i både USA hos New York Red Bulls og i Sverige hos Stockholm-klubben Hammarby.

## Titler
Eliteserien
- 2003, 2004 og 2006 med Rosenborg
- 2007 med Brann

Norsk pokal
- 2000 med Odd Grenland
- 2003 med Rosenborg